# Bryant-Denny Stadium

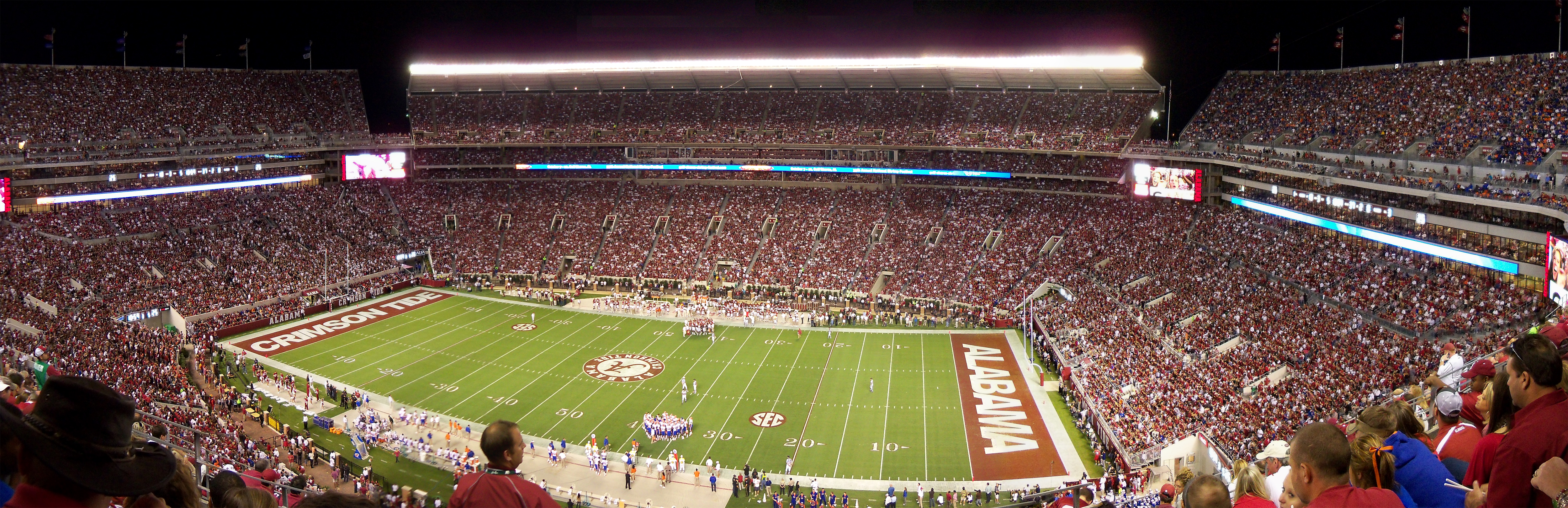
Panorámica del estadio.

El Bryant-Denny Stadium es un recinto deportivo ubicado en ubicado en Tuscaloosa, Alabama, Estados Unidos. Alberga los partidos que disputa como local el equipo de fútbol americano de la Universidad de Alabama, los Alabama Crimson Tide de la National Collegiate Athletic Association (NCAA). 
El estadio abrió sus puertas en 1929, y fue originalmente llamado Denny Stadium, en honor del expresidente George Hutchenson Denny. El nombre del estadio fue modificado a Bryant-Denny Stadium en 1975 después que la legislatura de Alabama decidió honrar el famoso entrenador de Alabama Paul "Bear" Bryant. Tiene una la capacidad de 101 821, y es el quinto más grande estadio de los Estados Unidos y el octavo más grande del mundo. En febrero de 2009, la Universidad de Alabama dio su aprobación para comenzar la expansión del estadio de la zona de la tribuna sur.